# Anders Grafström

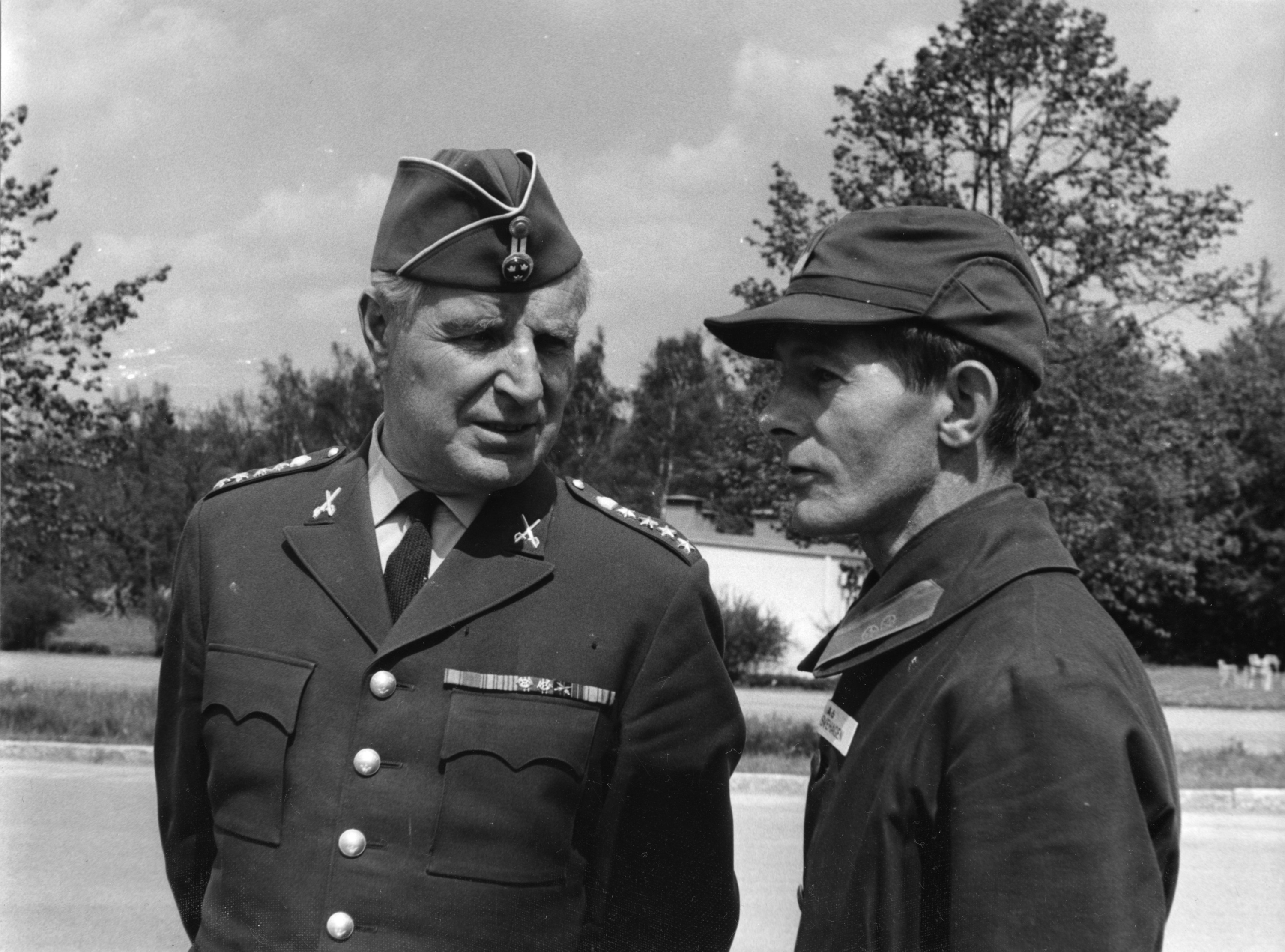
Anders Grafström (till vänster) som arméinspektör under 1960-talet.

Anders Fritiof Vilhelm Grafström, född den 5 november 1909 i Umeå, död den 18 oktober 1979 i Täby, var en svensk militär (generalmajor).

## Biografi
Grafström blev fänrik vid Norrlands dragonregemente (K 4) 1931, tjänstgjorde i estniska armén 1933–1934 och blev löjtnant 1935. Han var biträdande militärattaché i Moskva 1936–1937, gick på Krigshögskolan 1938–1940 samt var kompanichef i Finland under finska vinterkriget 1939–1940 och under fortsättningskriget 1941. Grafström blev kapten vid generalstaben 1943, var militärattaché i Oslo 1945 och blev major 1949.
Grafström var sekundchef vid Livgardets dragoner (K 1) 1952–1955, blev överstelöjtnant 1954 och var försvarsattaché i Helsingfors 1955–1958. Han blev överste 1956 och tjänstgjorde vid försvarsstaben under 1958. Grafström var därefter chef för Krigsskolan 1958–1964, ställföreträdande militärbefälhavare för II. militärområdet 1964–1966 och arméinspektör vid Södra militärområdet 1966–1967. Han stod till rikshemvärnschefens förfogande 1967–1971 då han utnämndes till generalmajor.
Han genomförde studier i danska, norska och brittiska armén 1947–1949 och 1951 samt i amerikanska armén 1952. Grafström var ledamot av kommittén för utredning upplysningsverksamhet om och inom försvaret 1945, Världsveteransförbundets råd, ordförande i Förbundet Svenska Finlandsfrivilliga 1959–1979 och i Västerbottens gille. Han skrev artiklar i militär fackpress och var redaktör för Arménytt 1949–1952.
Grafström var son till översten Hjalmar Grafström och Elsa, född von Nolting. Han gifte sig 1941 med Marianne Grewin (1918–2001), dotter till disponenten Waste Grewin och Ada Ljungmark. De var föräldrar till Claes Grafström. Anders Grafström gravsattes på Backens kyrkogård i Umeå.

## Utmärkelser
- Riddare av Svärdsorden, 1949[6]
- Kommendör av Svärdsorden, 1962[7]
- Kommendör av första klassen av Svärdsorden (KSO1kl), 1965[8]
- Riddare av Vasaorden, 1952[9]
- Kommendör av Finlands Vita Ros’ orden[2]
- Kommendör av Finlands Lejons orden[2]
- 3. och 4. klass av Finska Frihetskorsets orden med svärd[2]
- Riddare av 1. klass av Norska Sankt Olavs orden[2]
- Riddare av 4. klass av Estniska Örnkorset[2]
- Officer av Etiopiska Menelik II:s orden[2]
- Konung Christian X:s Frihetsmedalj[2]
- 2 x Finsk krigsminnesmedalj (2FMM)[2]
- 2 x Finskt minneskors med anledning av Finlands krig 1939-45 (2FMK)[2]
- Västerbottens centralförbund för befälsutbildnings silvermedalj (VästerbCfbSM)[2]
- Stockholms försvarskommittés silvermedalj (StockhfkSM)[2]
- Arméns skyttemedalj (SkytteM)[2]